# Kanton Montguyon
Der Kanton Montguyon war bis 2015 ein französischer Wahlkreis im Département Charente-Maritime und in der damaligen Region Poitou-Charentes. Er umfasste 14 Gemeinden im Arrondissement Jonzac; sein Hauptort (frz.: chef-lieu) war Montguyon. Die landesweiten Änderungen in der Zusammensetzung der Kantone brachten im März 2015 seine Auflösung.
Der Kanton Montguyon war 322,31 km2 groß und hatte 10.016 Einwohner (Stand: 2012).

## Gemeinden
| Gemeinde               | Einwohner (Stand: 2022) | Code postal | Code Insee |
| ---------------------- | ----------------------- | ----------- | ---------- |
| La Barde               | 496                     | 17360       | 17033      |
| Boresse-et-Martron     | 203                     | 17270       | 17054      |
| Boscamnant             | 336                     | 17360       | 17055      |
| Cercoux                | 1289                    | 17270       | 17077      |
| Clérac                 | 1026                    | 17270       | 17110      |
| La Clotte              | 708                     | 17360       | 17113      |
| Le Fouilloux           | 760                     | 17270       | 17167      |
| La Genétouze           | 220                     | 17360       | 17173      |
| Montguyon              | 1636                    | 17270       | 17241      |
| Neuvicq                | 408                     | 17270       | 17260      |
| Saint-Aigulin          | 1884                    | 17360       | 17309      |
| Saint-Martin-d’Ary     | 471                     | 17270       | 17365      |
| Saint-Martin-de-Coux   | 459                     | 17360       | 17366      |
| Saint-Pierre-du-Palais | 335                     | 17270       | 17386      |

## Bevölkerungsentwicklung
| 1962   | 1968   | 1975   | 1982   | 1990 | 1999 | 2006 | 2011 |
| ------ | ------ | ------ | ------ | ---- | ---- | ---- | ---- |
| 10.347 | 11.149 | 10.485 | 10.095 | 9475 | 9147 | 9349 | 9936 |